# 横須賀市立汐入小学校
横須賀市立汐入小学校（よこすかしりつ しおいりしょうがっこう）とは、神奈川県横須賀市汐入町にある公立小学校。横須賀市内の学校では、最も歴史が古い。

## 沿革
かつてはいくつも分教場を設けていたが、現在の児童数は走水小学校に次いで少ない。
- 1872年（明治5年） - 第一大学区第十中学区第六十二号稲岡学舎として開校。
- 1875年（明治8年）9月6日 - 横須賀学校に改称。
- 1879年（明治12年） - 公立横須賀学校に改称。
- 1885年（明治18年）
  - 諏訪分教所と楠ヶ浦分教所が設立される。
  - 横須賀町立横須賀小学校に改称。
- 1891年（明治24年） - 尋常高等横須賀小学校に改称。
- 1898年（明治32年） - 谷町分教所と八幡山分教場が設立される。
- 1899年（明治33年） - 第ー尋常高等横須賀小学校に改称。
- 1902年（明治35年）
  - 諏訪分教所が尋常第一横須賀小学校、谷町分教所が高等第二横須賀小学校、八幡山分教場が高等第一横須賀小学校として独立。
  - 尋常第二横須賀小学校に改称。
- 1908年（明治41年） - 横須賀市立尋常汐入小学校に改称。
- 1915年（大正4年） - 尋常谷町小学校を併合。
- 1922年（大正11年） - 創立50周年大祝賀会開催。
- 1923年（大正12年）
  - 日付不明 - 横須賀市立汐入尋常小学校に改称。
  - 9月1日 - 正午頃に発生した関東大震災により、校舎に被害が出た。
  - 12月 - 地震で被災した校舎の修理が完了。
- 1927年（昭和2年） - 坂本分教場が設置される。
- 1929年（昭和4年） - 坂本分教場が坂本小学校として独立。
- 1941年（昭和16年）4月1日 - 国民学校令により横須賀市汐入国民学校に改称。
- 1947年（昭和22年）4月1日 - 学校教育法により現校名に改称。
- 1948年（昭和23年） - PTA・教育となり組が発足。なお、「教育となり組」は「育成会」と改称し、現在に至っている。
- 1952年（昭和27年）11月 - 創立80周年記念式典挙行。
- 1962年（昭和37年） - 創立90周年記念式典挙行。
- 1964年（昭和39年） - 鉄筋第一校舎完成。
- 1965年（昭和40年） - 鉄筋第二期工事完成。
- 1971年（昭和46年） - 現在の鉄筋3階建て校舎が完成。ニコニコ山の造成。
- 1972年（昭和47年）5月8日 - 創立100周年記念式典挙行。
- 1975年（昭和50年） - ひまわり教室（弱視学級）開級。
- 1985年（昭和60年） - 横須賀市で初めてとなる相談学級が開級。
- 1991年（平成3年） - ブロンズ像「すこやか」が完成。
- 1992年（平成4年）5月8日 - 創立120周年記念式典挙行。玄関の前に、記念樹「カリンの木」を植樹。
- 1992年（平成5年） - ウサギ小屋飼育小屋が完成。
- 2002年（平成14年）11月 - 創立130周年記念式典挙行。校庭で集合写真撮影し、記念誌発行。
- 2007年（平成19年） - 校庭改修。
- 2008年（平成20年） - 特別支援学級「しおかぜ学級」開級。
- 2010年（平成22年） - 「相談学級」が「相談教室」と改称。
- 2012年（平成24年）11月 - 創立140周年式典を体育館で挙行。
- 2017年（平成29年）11月25日 - 体育館にて、創立145周年記念学習発表会を開催。
- 2022年（令和4年）11月25日 - 創立150周年記念式典挙行。

## 校歌
作詞：北原白秋 作曲：山田耕筰 （この道、砂山、などで知られるコンビ）によって作られている

## 通学区域
2015年度は以下の通りである。
- 汐入町1丁目、2丁目、3丁目（30～74番地を除く）、4丁目（10～49番地を除く）、5丁目
- 本町3丁目（23番地を除く）

また、以下の地域は他校の通学区域であるが、本校に通うことができる。
- 汐入町3丁目30～74番地、4丁目10～49番地
- 本町2丁目1番地19、3丁目23番地7

## 進学先中学校
本校の通学区域がそれとなっているのは坂本中学校である。
また、公立学校選択制により以下の中学校にも通うことができる。
- 不入斗中学校
- 田浦中学校
- 池上中学校
- 衣笠中学校

## 交通
- 京浜急行電鉄本線汐入駅から、徒歩約200m・約3分（最短ルート移動した場合）。
- 京浜急行バス「汐入駅」バス停から、徒歩約170m・約3分（最短ルート移動した場合）。

## 著名な出身者
- 平賀譲（海軍軍人、工学者）